# Kevin Roche
Kevin Roche (Dublin, Irska, 14. lipnja 1922.) je međunarodno priznati američki arhitekt irskog podrijetla koji je projektirao više od 200 građevina u SAD-u i inozemstvu, uključujući 8 muzeja, 38 poslovnih sjedišta, 7 istraživačkih centara, kazališta i kampuse za 6 sveučilišta. Njegov najveći i najdugotrajniji projekt je dizajniranje plana Metropolitan muzeja u New Yorku, za koji je izveo svako novo krilo od 1965. god. naovamo. God. 1982. osvojio je prestižnu Pritzkerovu nagradu, koja se smatra za nobelovu nagradu arhitekture.

## Životopis
Rođen je u Dublinu, Irska, 1922. god., gdje je diplomirao arhitekturu na Nacionalnom sveučilištu u Dublinu 1945. god. Nastavio je studij u Sjedinjenim Američkim Državama 1948. god. u klasi Mies van der Rohea na Tehnološkom institutu Illinoisa (Illinois Institute of Technology) u Chicagu, ali ga je napustio nakon samo jednog semestra. Njegova potraga za humanističkom stranom arhitekture ga je dovela do ureda Eliela i Eera Saarinena u Bloomfield Hills, Michigan. Njegov budući partner, John Dinkeloo, pridružio se tvrtki 1951. god., ubrzo nakon Rochea. Od 1954. do smrti Eera Saarinena 1961. god., Roche je bio njegov glavni suradnik u dizajniranju. Nakon Saarinenove smrti, Roche i Dinkeloo su završili njegovih deset velikih projekata koji su bili u izvedbi, uključujući i Gateway Arch u St. Louisu, TWA terminal u zračnoj luci J. F. Kennedy u New Yorku, Međunarodna zračna luka Washington-Dulles i sjedište tvrtke John Deere (Moline, Illinois) i tvrtke CBS u New Yorku.
Od tada, estetski smiona i inovativna arhitektonska tvrtka  Kevin Roche John Dinkeloo and Associates, osnovana 1966., je zaslužna za brojne projekte širom SAD-a i inozemstva. U njima je ostvarila svojevrsnu sposobnost rješavanja problema za svaku specifičnu situaciju, stvarajući djela različitih individualnosti i stilske raznolikosti od projekta do projekta (C. Ray Smith, Contemporary Architects).

## Djela
Rocheov prvi projekt nakon Saarinenove smrti je bio Oaklandski muzej (Oakland, Kalifornija). Grad je planirao monumentalnu zgradu za smještaj muzeja prirode, povijesti, tehnologije i umjetnosti. Roche im je dao jedinstveni koncept zgrade koja je niz niskih betonskih konstrukcija koje pokrivaju prostor četiri bloka na tri etaže (zapravo tri muzeja), pri čemu je terasa svake razine krov jednog muzeja ispod. Ova vrsta inovativnog rješenja je postao Rocheov zaštitni znak.
Jedno od Rocheovih hvaljenih projekata je Zaklada Ford u New Yorku; građevina od stakla, hrđave boje čelika i toplo smeđeg granita, gdje se uredi pružaju oko prostranog dvanaestorokatnog atrija. 

### Kronološki popis poznatijih djela
- Oaklandski muzej, Oakland, Kalifornija (1966.)
- Zaklada Ford, New York (1968.)
- Sjedište Kolumbovih vitezova, New Haven, Connecticut, SAD (1969.)
- Uredske zgrade The Things, Indianapolis, Indiana, SAD (1972.)
- Denver Performing Arts Complex, Denver, Colorado (1979.)
- Sjedište tvrtke General Foods, Rye, New York, SAD (1983.)
- Milenijski toranj, Singapur (1992.)
- Bank of America Plaza, Atlanta (1992.)
- Toranj DN banke Norinchukin, Tokyo, Japan (1995.)
- Neboder Shiodome, Tokyo, Japan (1997.)
- Lucent Technologies, Nürnberg, Njemačka (1997.)
- Sjedište državne tvrtke SEC, Washington, SAD (2001.)
- Sjedište tvrtke Bouygues SA, Pariz, Francuska (2002.)
- 1101 New York Avenue, Washington, SAD (2007.)
- Obnova američkog krila Metropolitan muzeja u New Yorku, SAD (2008.)
- Konvencijski centar, Dublin, Irska (2010.)

- Uredske zgrade The Things, Indianapolis, Indiana (1972.)
- Toranj DN banke Norinchukin, Tokyo (1995.)
- Neboder Shiodome, Tokyo (1997.)
- Sjedište državne tvrtke SEC, Washington (2001.)
- 1101 New York Avenue, Washington (2007.)
- Obnova američkog krila Metropolitan muzeja u New Yorku (2008.)

## Vanjske poveznice
- Kevin Roche John Dinkeloo and Associates, službene stranice (engl.)
- Kevin Roche  Arhivirana inačica izvorne stranice od 25. ožujka 2012. (Wayback Machine) na archiseek.com (engl.)